# Jazzmuseum
Ein Jazz-Museum kann mehrere Zwecke verfolgen: einen Überblick des Musikgenres Jazz geben, in einem angegliederten Archiv Literatur und Medien (z. B. Instrumente) zum Thema Jazz zu sammeln oder an der Wirkungsstätte eines bekannten Jazz-Musikers an diesen und seine künstlerischen Beiträge erinnern. Häufig sind sie auch gleichzeitig Veranstaltungsorte.

Einige Museen bieten Aktivitäten zu Musiktheorie, Jazzforschung, Jazzgeschichte und Musikerziehung an.

## Jazzmuseen in den USA

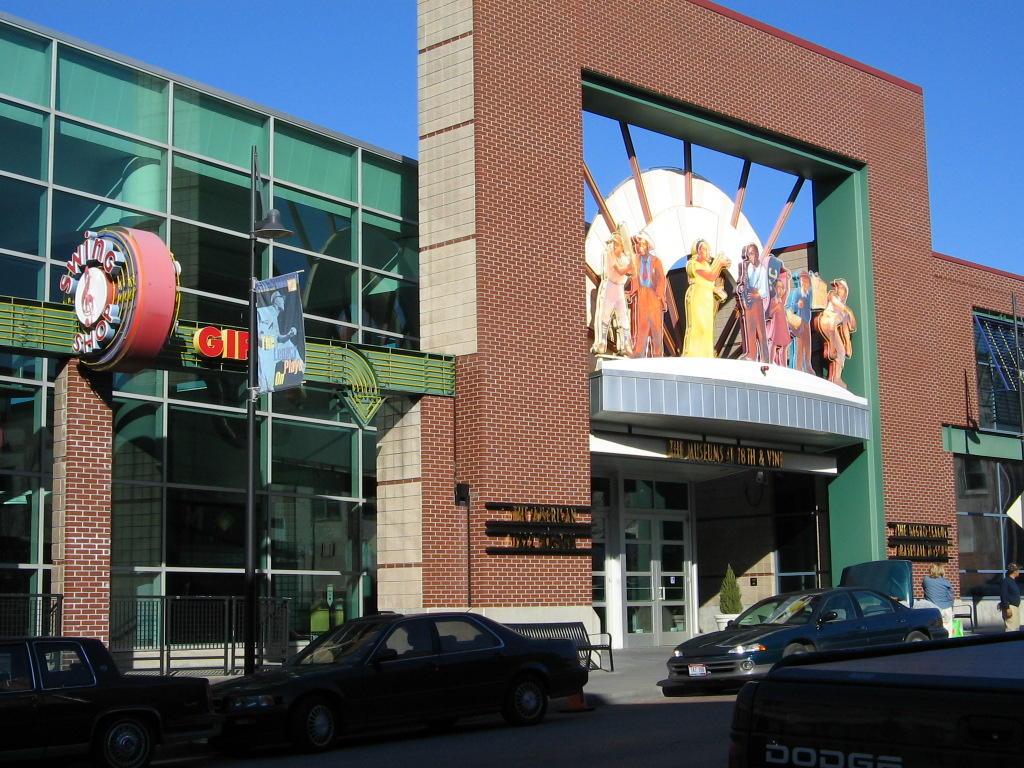
American Jazz Museum in Kansas City (Missouri)

Solche Museen sind vor allem an Orten entstanden, wo sich die geschichtliche Entwicklung des Jazz besonders konzentriert hat:
- New Orleans: An erster Stelle ist hier die Jazz Collection des Louisiana State Museum zu nennen[1], die aus der Sammlung des 1948 gegründeten New Orleans Jazz Clubs entstand. Der Club gründete 1961 ein Jazzmuseum, das zeitweise in einem Hotel der Bourbon Street untergebracht war, dann eingelagert werden musste und ab 1977 in der Alten Münze (Old Mint) in New Orleans als Teil des Louisiana State Museum neu eröffnete. Ausgestellt werden u. a. Instrumente von Louis Armstrong, Dizzy Gillespie, Bix Beiderbecke, Kid Ory, George Lewis.
- Jazz at Lincoln Center[2], in New York (Frederick P. Rose Hall, Broadway und 60. Straße), mit Veranstaltungssaal, Archiv, pädagogischen Aktivitäten, Aufführungen mit eigenem Orchester (Leitung Wynton Marsalis), eigene Ausstellungshalle (Nesuhi Ertegun Jazz Hall of Fame)
- The National Jazz Museum in Harlem (New York)[3], 2003 auf private Initiative entstanden, ist vor allem Veranstaltungsort. Leiter sind der Saxophonist Loren Schoenberg und der Bassist Christian McBride.
- American Jazz Museum in Kansas City: Mit dem Anspruch, das führende amerikanische Jazzmuseum zu sein, präsentiert das Museum Jazz als amerikanische Musik. Ausstellungsstücke ranken sich unter anderem um Charlie Parker.[4] Ebenfalls teilweise Veranstaltungsort, mit eigenem Jazz Club.
- Das Smithsonian Museum[5] in Washington, D.C. hat ein umfangreiches Jazzarchiv, unterhält eine eigene Oral History Collection, ein Jazz Cafe und das Smithsonian Jazz Masterworks Orchestra. Von hier aus werden auch landesweite Jazz-Ausstellungen organisiert.
- University of Idaho International Jazz Collections[6], teilweise Fotos Online, u. a. Lionel Hampton, Leonard Feather, Conte Candoli, Dizzy Gillespie, Joe Williams, Al Grey, Lee Morse.
- Louis Armstrong House and Archive, Queens, New York[7], 2003 eröffnet. Armstrong wohnte dort seit 1943.
- Graystone International Jazz Museum, Detroit.[8] Im ehemaligen Ballroom von Jean Goldkette.

## Digitale Jazzmuseen (Auswahl)
- Red Hot Jazz Archive, Jazz von 1895 bis 1930[9]
- Digital Jazz Greats Exhibit des Institute of Jazz Studies, Newark, New Jersey[10] mit Ausstellungsstücken von Count Basie, Benny Carter, Fats Waller und Mary Lou Williams

## Jazzmuseen in Europa
- Deutschland:
  - Bad Wildungen: Privatmuseum von Manni Raupach[11]
- Österreich:
  - Wien-Donaustadt: Jazzmuseum Fatty-George-Jazzmus[12] seit Oktober 2005 im Ortsteil Essling, wo Fatty George aufgewachsen ist. Es ist auch anderen österreichischen Jazz-Größen wie Joe Zawinul und Hans Salomon gewidmet.
- Schweiz:
  - SwissJazzOrama[13], Jazzmuseum in Uster bei Zürich, am selben Ort befindet sich auch das einzige Schweizer Jazz-Archiv. Freitags jeweils Jazzkonzert am Abend und jeweils Jazz-Matinée am ersten Sonntag des Monates. Im Museum bedeutender Second Hand Record Shop.
- Schweden:
  - Jazzens Museum  in Strömsholm, seit 1999[14]
- Belgien:
  - Brüssel: Jazzclub Jazzstation im umgebauten Bahnhof von Sint-Joost-ten-Node, unweit vom Regierungs- und Europaviertel. Mit Mediathek und Ausstellungen.[15]
- Frankreich:
  - Paris: Maison du Jazz, Champs Elysees 63. Audiovisuelle Ausstellungen, Seminare, Konzerte.[16]
- Portugal:
  - Lissabon: Museum des ältesten noch bestehenden Jazzclubs Europas, dem Hot Clube de Portugal am Praça-da-Alegria-Platz nahe der Avenida da Liberdade